# بيتر سنجر
بيتر ألبرت ديفيد سنجر (بالإنجليزية: Peter Albert David Singer)‏ (مواليد 6 يوليو 1946 –)، وهو فيلسوف أخلاقيات أسترالي. يشغل حاليًا منصب بروفيسور إيرا دبليو. ديكامب للأخلاقيات الحيوية في جامعة برنستون، وهو أستاذ في مركز الفلسفة التطبيقية والأخلاقيات العامة في جامعة ملبورن. يعمل بتخصص في مجال الأخلاقيات التطبيقية ومقاربة المواضيع الأخلاقية من منظور علماني ونفعي. حاز علي الشهرة لكتابه تحرير الحيوان (1975)، وهو نص مرجعي في نظرية حقوق وتحرير الحيوان.
استند سنجر في إقراره لحقوق الحيوان والمساواة بين جميع الكائنات الحية علي:
1. المذهب النفعي الذي كان بنثام أهم ممثليه.
2. الأساس الأخلاقي لمذهبه يعتمد علي المذهب النفعي، والذي ينص علي أن «أعظم قدر من السعادة لأكبر عدد من الناس»، ولما كانت الحيوانات تشعر بالسعادة والشقاء فكان لابد أن يضعها الإنسان في حسبانه.
3. فكما يأخذ الباحث المنفعة من الحيوان في التجارب فلابد أن يضع في حسبانه معاناة الحيوانات في هذه المعامل.
4. انتقد سنجر كل صور العنف مع الحيوانات في طريقة تربيتها أو التعامل معها في التجارب العلمية، فهي دعوة لإنصاف الحيوانات.

## حياته، وتعليمه، ومسيرته المهنية

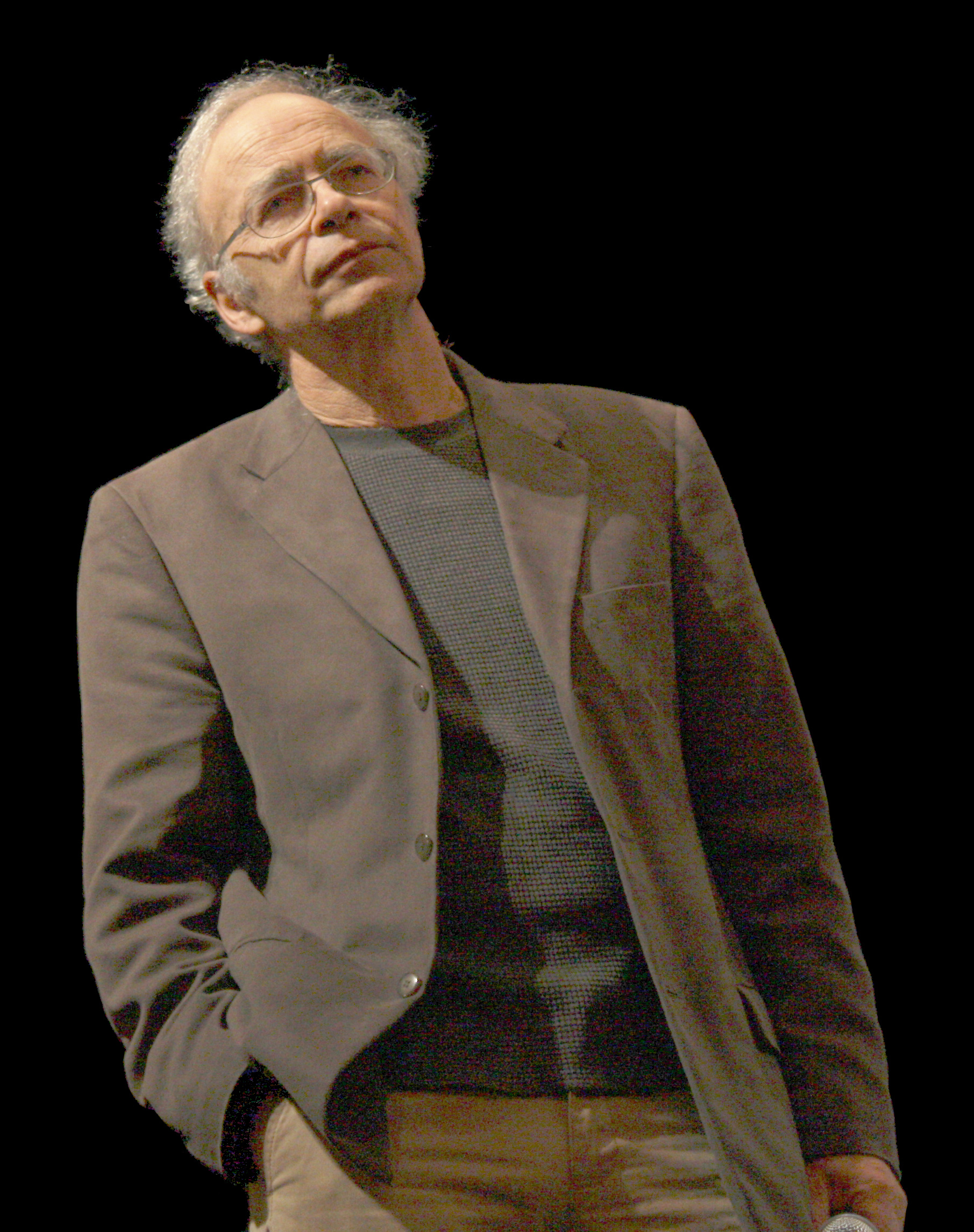
سنجر في 2009.

كان والدا سنجر من اليهود النمساويين الذين هاجروا من مدينة فيينا إلي أستراليا عام 1938 بعد ضم النمسا من قبل ألمانيا النازية. استقروا في مدينة ملبورن، حيث ولد سنجر لاحقًا. استورد والد سنجر الشاي والقهوة، بينما كانت والدته تمارس مهنة الطب. سنجر لديه أخت كبري هي «جوان». كان أجداده سيئوا الحظ، حيث أُخِّذ أجداده (أهل والده) من قبل الألمان النازيين إلي مدينة لودو، ولم يسمعوا عنهم أيّ خبر بعد ذلك. توفي جده والد أمه «ديفيد إرنست أوبنهايم» (1881–1943) في معسكر إعتقال تيريزينشتات، حيث كان جده مدرّسًا. كان أوبنهايم عضوًا في جمعية التحليل النفسي في فيينا، وكتب مقالة مشتركة مع سيغموند فرويد. كتب سنجر لاحقًا سيرة ذاتية تتحدث عن جده أوبنهايم.
سنجر ملحد، وقد نشأ في أسرة ثرية وسعيدة وغير متدينة. ونادرًا ما حضرت عائلته الأعياد اليهودية، ورفض سنجر حضور حفل بار متسفا الخاص به (وهو حفل ديني يهودي يقام للصبي عند بلوغه الـ13 عام). ذهب سنجر إلي مدرسة البشير، وذهب لاحقاً في كلية سكوتش. بعد التخرج من المدرسة، درس سنجر القانون، والتاريخ، والفلسفة في جامعة ملبورن، وحصل علي درجة البكالوريوس (مع مرتبة الشرف) في عام 1967. لقد أوضح أنه اختار التخصص في الفلسفة بعد أن أثارت الفلسفة اهتمامه خلال بعض النقاشات مع صديق أخته السابق. حصل علي درجة الماجستير لأطروحة بعنوان «لماذا يجب أن أكون شخصًا أخلاقيًا؟» في جامعة ملبورن أيضًا عام 1969. وحصل علي منحة للدراسة في جامعة أوكسفورد، وحصل علي درجة البكالوريوس منها عام 1971 مع أطروحة عن «العصيان المدني» نُشرت علي شكل كتاب عام 1973.
ذات يوم في كلية باليول بجامعة اوكسفورد كان يجري مناقشة مع زميله الكندي طالب الدراسات العليا ريتشارد كيشن علي الغداء. اختار كيشن أن يتناول السلطة بعد إخباره بأن صلصة المعكرونة تحتوي علي لحوم، واختار سنجر المعكرونة، وفي النهاية سأل سنجر عن سبب تجنب كيشن للحوم، حيث شرح كيشن اعتراضاته الأخلاقية. قال سنجر فيما بعد: «لم ألتق قط بشخص نباتي أعطاني مثل هذة الإجابة الواضحة التي يمكن أن أفهمها». قام كيشن في وقت لاحق بتقديم سنجر لأصدقائه النباتيين. استطاع سنجر العثور علي كتاب واحد يمكن أن يقرأ فيه عن ذلك موضوع، وهو كتاب آلات الحيوان للكاتبة روث هاريسون. وفي غضون أسبوع أو اثنين قال لزوجته أنه يعتقد أنهم بحاجة إلي إجراء تغيير علي نظامهم الغذائي، وأنه لا يعتقد أن باستطاعتهم تبرير أكل اللحوم.
بعد أن أمضى عامين كمحاضر في كلية رادكليف بكلية أكسفورد الجامعية، وكان أستاذًا خارجيًا في جامعة نيويورك لمدة 16 شهرًا. عاد إلي ملبورن في عام 1977، حيث قضي معظم حياته المهنية إلي جانب تعيينه كعضو هيئة تدريسية في الخارج حتي انتقاله إلي برينستون في عام 1999.
في حزيران من عام 2011 أُعْلِنّ عن انضمامه إلي كلية العلوم الإنسانية الجديدة، وهي كلية خاصة في لندن، وذلك بالإضافة إلي عمله في برينستون.
وفقًا للفيلسوفة هيلغا كوس، فإن سنجر هو بالتأكيد الأوسع شهرة والأكثر قراءة بين جميع الفلاسفة المعاصرين. وكتب مايكل سبيكتر أن سنجر هو من بين أكثر الفلاسفة المعاصرين تأثيرًا.
تزوج من ريناتا سنجر في عام 1968. ولديهم ثلاثة أطفال: روث وماريون وإستر. ريناتا سنجر هي روائية ومؤلفة، كما أنها ساعدت زوجها في نشر المطبوعات.

## الأخلاقيات التطبيقية
يحلل كتاب الأخلاقيات العملية لسينغر (1979) لماذا وكيف يجب موازنة مصالح الكائنات الحية، ولا يفرض مبدأه الخاص بالمساواة في معاملة المصالح بشكل متساوي لجميع أصحابها، لأن المصالح المختلفة تتطلب معاملة مختلفة، فجميعهم مهتمون بتجنب الألم، لكن القليل منهم نسبيًا لديه مصلحة في تنمية القدرات. لا يبرر مبدأه المعاملة المختلفة للمصالح المختلفة فحسب، ولكنه يسمح بمعاملة مختلفة لنفس المصلحة عندما يكون تناقص المنفعة الحدية عاملاً. فمثلًا، من شأن هذا النهج أن يمنح اهتمامًا بالشخص الذي يتضور جوعًا بشكل مماثل للشخص الذي يعاني من الجوع قليلاً.
ومن أهم الاهتمامات الإنسانية، تجنب الألم وتنمية القدرات وإشباع الحاجات الأساسية للطعام والمأوى، والتمتع بعلاقات شخصية حميمة والحرية في متابعة المشاريع دون تدخل، وغير ذلك. يرى سينغر أنه يجب دائمًا موازنة اهتمامات الكائن وفقًا لخصائص ذلك الكائن الملموسة. إنه يفضل نموذج (الرحلة) للحياة، والذي يقيس الخطأ في إنهاء الحياة بالدرجة التي يؤدي بها ذلك إلى إحباط أهداف رحلة الحياة. لذا فإن قتل الحياة يكون أقل خطأ في البداية، عندما لا تُحَدَّدُ أهداف، وفي النهاية، تكون الأهداف قد تحققت أو من غير المحتمل تحقيقها. يتماشى نموذج الرحلة مع بعض الرغبة المحبطة ويشرح سبب عدم إمكانية استبدال الأشخاص الذين شرعوا في رحلاتهم. إن الاهتمام الشخصي بالاستمرار في العيش هو الذي يجلب نموذج الرحلة إلى حيز الوجود. يشرح هذا النموذج أيضًا الأولوية التي يوليها سينغر للمصالح على الرغبات والملذات التافهة.
يُبرّر السلوك الأخلاقي بأسباب تتجاوز الفرد ومخاطبة جمهور أكبر. يعتقد سينغر أن هذا التخطي يحدد الأسباب الأخلاقية على أنها عالمية إلى حد ما، وتحديداً في الوصية (أحب جارك كنفسك)، والتي فسرها على أنها تطلب من المرء أن يعطي نفس الوزن لمصالح الآخرين كما يعطيه المرء لمصالحه الخاصة. خطوة التعميم هذه التي يتتبعها سينغر هي خطوة حاسمة وتميزه عن أولئك المنظرين الأخلاقيين، من هوبز إلى ديفيد غوتييه. يجادل سينغر بأن التعميم يؤدي مباشرة إلى النفعية، على أساس قوة الفكرة القائلة بأن مصالح الفرد لا يمكن الاعتماد عليها أكثر من مصالح الآخرين.
يجب على الإنسان أن يوازن هذه الأمور ويأخذها بعين الاعتبار ويتبنى مسار العمل الذي من المرجح أن يحقق أقصى قدر من مصالح المتضررين؛ ثم التوصل إلى النفعية. تنطبق خطوة سينغر العالمية على المصالح دون الإشارة إلى من يمتلكها، يعتبر سينغر التعميم ظالمًا للحيوانات، أما بالنسبة لهوبزيانس، فقد حاول سينغر الرد في الفصل الأخير من كتاب الأخلاقيات العملية، بحجة أن أسباب المصلحة الذاتية تدعم تبني وجهة النظر الأخلاقية، مثل: مفارقة مذهب المتعة، والتي تشير إلى أن أفضل ما يمكن العثور عليه هو السعادة التي يبحثون عنها، والحاجة التي يشعر بها معظم الناس للارتباط بشيء أكبر من اهتماماتهم الخاصة.

### الإيثار الفعال والفقر العالمي
ساهمت أفكار سينغر في ظهور الإيثار الفعال، فهو يجادل بأن الناس يجب أن يحاولوا ليس فقط تقليل المعاناة وإنما تقليلها بأكثر الطرق فعالية ممكنة، وكتب سابقًا بإسهاب عن الواجب الأخلاقي للحد من الفقر والقضاء على معاناة الحيوانات، خاصةً في مجال صناعة اللحوم، فقد كتب عن كيفية قيام حركة الإيثار الفعال بهذه الأشياء بشكل أكثر فاعلية في كتابه الصادر عام 2015 ذا موست غود يو.
كما توصي منظمته الخاصة بمجموعة مختارة من المؤسسات الخيرية التي يعتبرها المقيّمون الخيريون الأكثر فاعلية عندما يتعلق الأمر بمساعدة أولئك الذين يعيشون في فقر مدقع. تأسست تليكس بعد أن أصدر سينغر كتابه الذي يحمل نفس الاسم عام 2009، والذي يجادل فيه بشكل عام لصالح التبرع للجمعيات الخيرية التي تساعد على إنهاء الفقر العالمي. وبشكل خاص، يتوسع في بعض الحجج التي قدمها في مقالته عام 1972 بعنوان: المجاعة والثراء والأخلاق، والتي يفترض فيها أن مواطني الدول الغنية ملزمون أخلاقياً بتقديم بعض دخلهم المتاح على الأقل للجمعيات الخيرية التي تساعد فقراء العالم، وهو يؤيد ذلك باستخدام تشبيه الطفل الغارق، والذي ينص على أن معظم الناس سينقذون طفلًا يغرق من البركة، حتى لو كان ذلك يعني خراب ملابسهم باهظة الثمن، لذلك من الواضح أننا نقدر حياة الإنسان أكثر من قيمة ممتلكاتنا المادية. نتيجة لذلك، يجب أن نأخذ جزءًا كبيرًا من الأموال التي ننفقها على ممتلكاتنا ونتبرع بها للجمعيات الخيرية.
أصبح سينغر منذ نوفمبر عام 2009 عضو في غيفينغ وات وي كان، وهي منظمة دولية يتعهد أعضاؤها بتقديم 10% على الأقل من دخلهم للجمعيات الخيرية الفعالة.

### تحرير الحيوان والتفرقة بين الأنواع
نُشر في عام 1975، كتاب تحرير الحيوان وقد استُشهد به باعتباره تأثيرًا تكوينيًا على قادة حركة تحرير الحيوان الحديثة. الحجة المركزية للكتاب هي توسيع المفهوم النفعي القائل بأن (أعظم فائدة لأكبر عدد) هو المقياس الوحيد للسلوك الجيد أو الأخلاقي ويعتقد سينغر أنه لا يوجد سبب لعدم تطبيق هذا المبدأ على الحيوانات الأخرى، بحجة أن الحد الفاصل بين الإنسان و (الحيوان) تعسفي تمامًا. فمثلًا توجد اختلافات أكبر بكثير بين القرد والمحار من الاختلافات بين الإنسان والقرد، ومع ذلك، يُجمع الاثنين السابقين معًا كـ (حيوانات)، في حين أننا نُعتبر (بشرًا) بطريقة يُفترض أنها يميزنا عن كل الحيوانات الأخرى.
شاع مصطلح (الأنواع)، الذي صاغه الكاتب الإنجليزي ريتشارد دي رايدر لوصف ممارسة تفضيل البشر على الحيوانات الأخرى، وينادي لصالح المساواة بين جميع الكائنات الحية.  يجادل سينغر لصالح النباتييين وضد تطبيق التجارب على الحيوانات، وهو يصف نفسه بأنه نباتي مرن: أنا نباتي عندما لا يكون من الصعب جدًا أن أكون نباتيًا، لكنني لست صارمًا بشأن هذا، إذا كنت أسافر على سبيل المثال.
في مقال له نُشر على الإنترنت، وصف سينغر إنتاج اللحوم على النمط الغربي بأنه قاسي وغير صحي ومضر بالنظام البيئي، ورفض فكرة أن هذه الطريقة كانت ضرورية لتلبية الطلب المتزايد للسكان، موضحًا أن الحيوانات في مزارع المصانع يجب أن تأكل الطعام المزروع لها، وأنهم يحرقون معظم طاقة الطعام لمجرد التنفس والحفاظ على أجسامهم دافئة.
خُصّصت بعض فصول كتاب تحرير الحيوان لانتقاد الاختبارات على الحيوانات، ولكن على عكس مجموعات مثل بيتا، فإن سينغر على استعداد لقبول مثل هذا الاختبار عندما تكون هناك فائدة واضحة للطب. في نوفمبر عام 2006، ظهر سينغر في برنامج بي بي سي، وقال إنه شعر أن التجارب على القرود للبحث في علاج مرض باركنسون يمكن أن تكون مبررة. في حين استمر منذ نشر كتابه تحرير الحيوان بالترويج للنباتيين، إلا أنه كان أقل وضوحًا في السنوات الأخيرة بالنسبة لموضوع التجارب على الحيوانات.
يظهر سينغر في الفيلم الوثائقي لعام 2017 التعاطف، من إخراج إد، والذي يهدف إلى تعزيز أسلوب حياة أكثر احترامًا تجاه جميع الحيوانات. حصل الفيلم الوثائقي على جائزة الاختيار العام لمهرجان غرينبيس السينمائي.

## التكريم

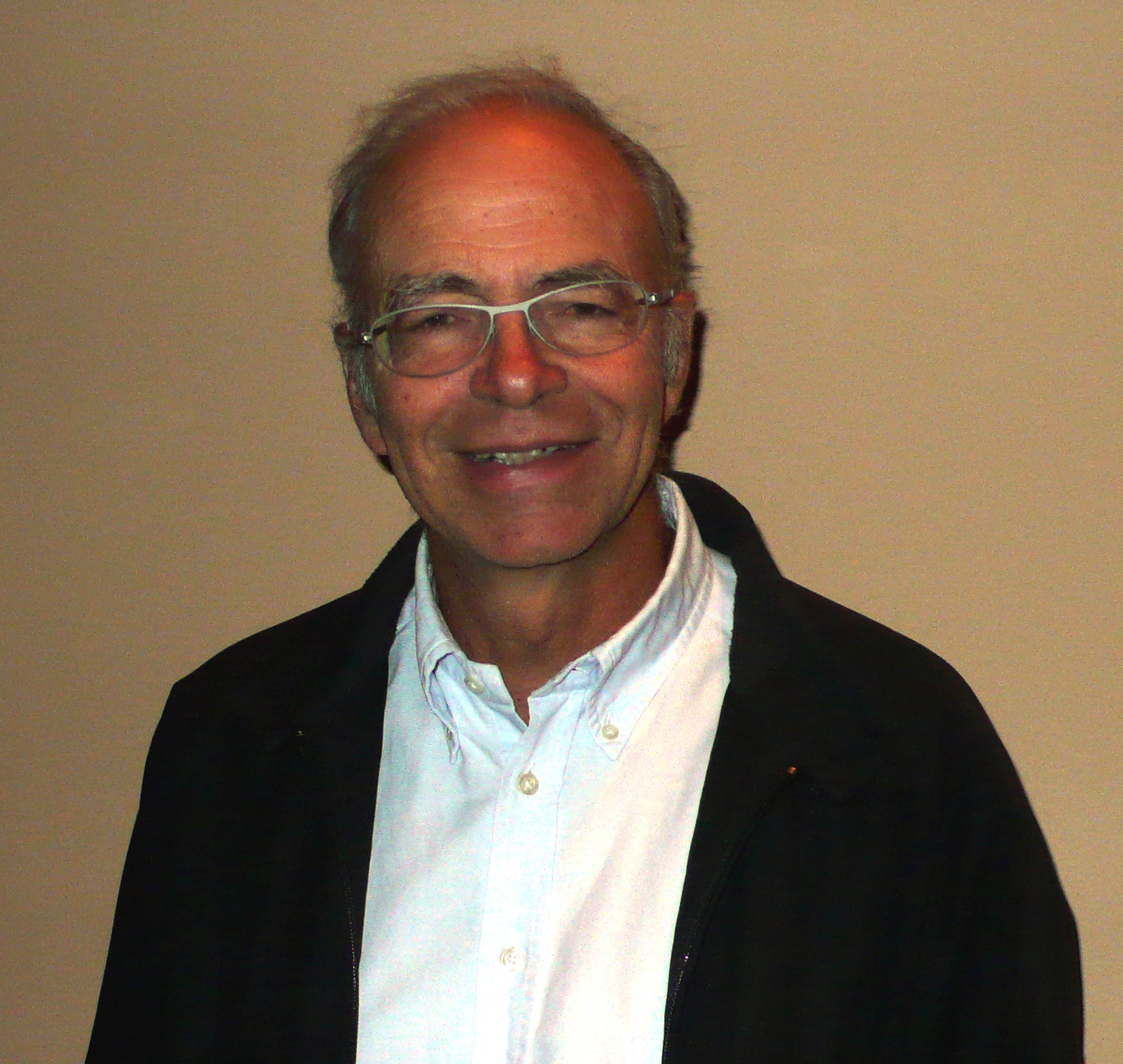
سنجر في 2008.

أُدْخِّل سنجر في قاعة مشاهير مؤيدي حقوق الحيوان في الولايات المتحدة في عام 2000.

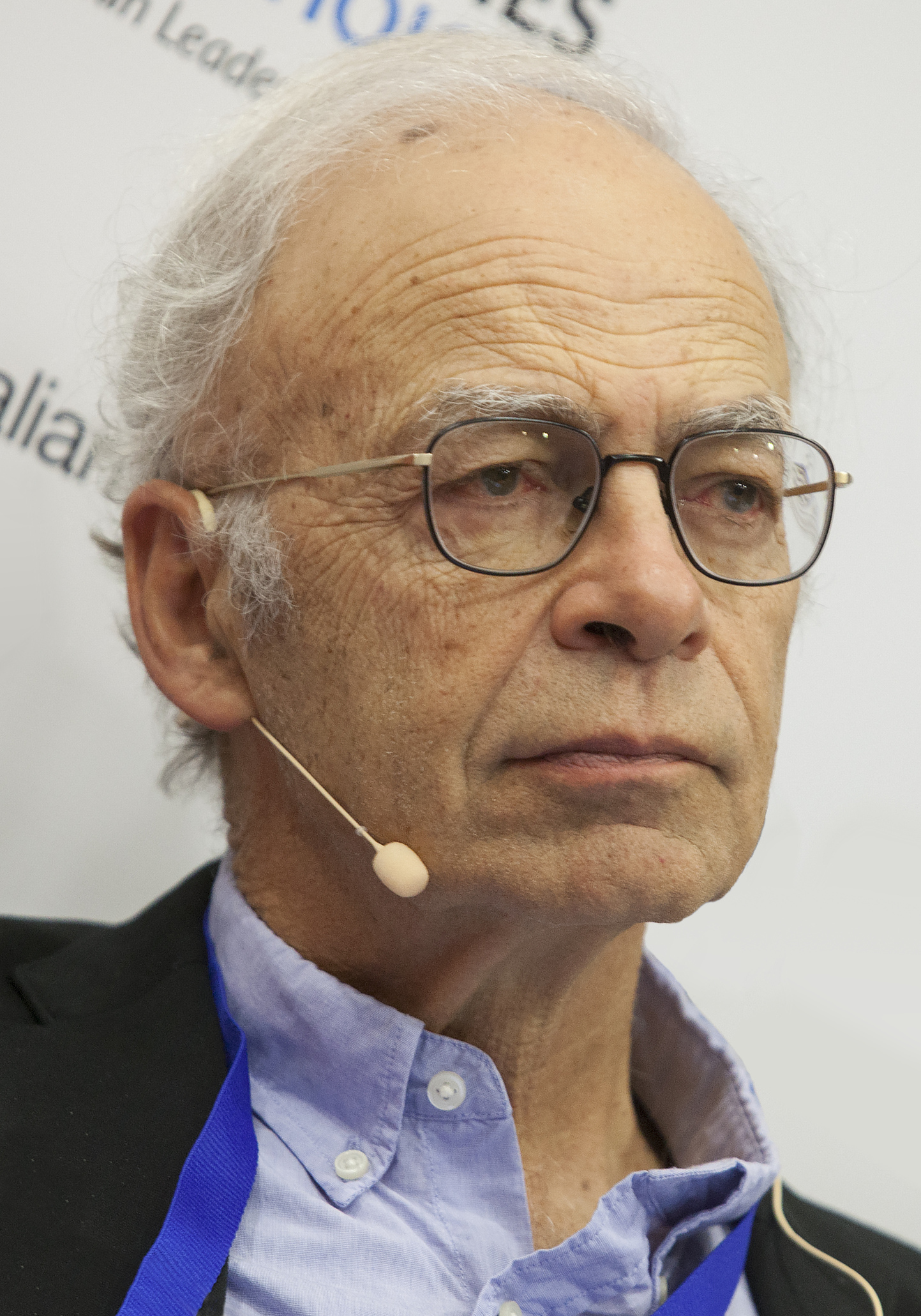
سنجر في 2017.

في 11 يونيو 2012، قُلِّدَ سنجر وسام أستراليا عن الخدمة البارزة للفلسفة والأخلاقيات البيولوجية كقائد للحوار العام وتواصل الأفكار في مجالات: الفقر العالمي، ورعاية الحيوان، والظروف الإنسانية.

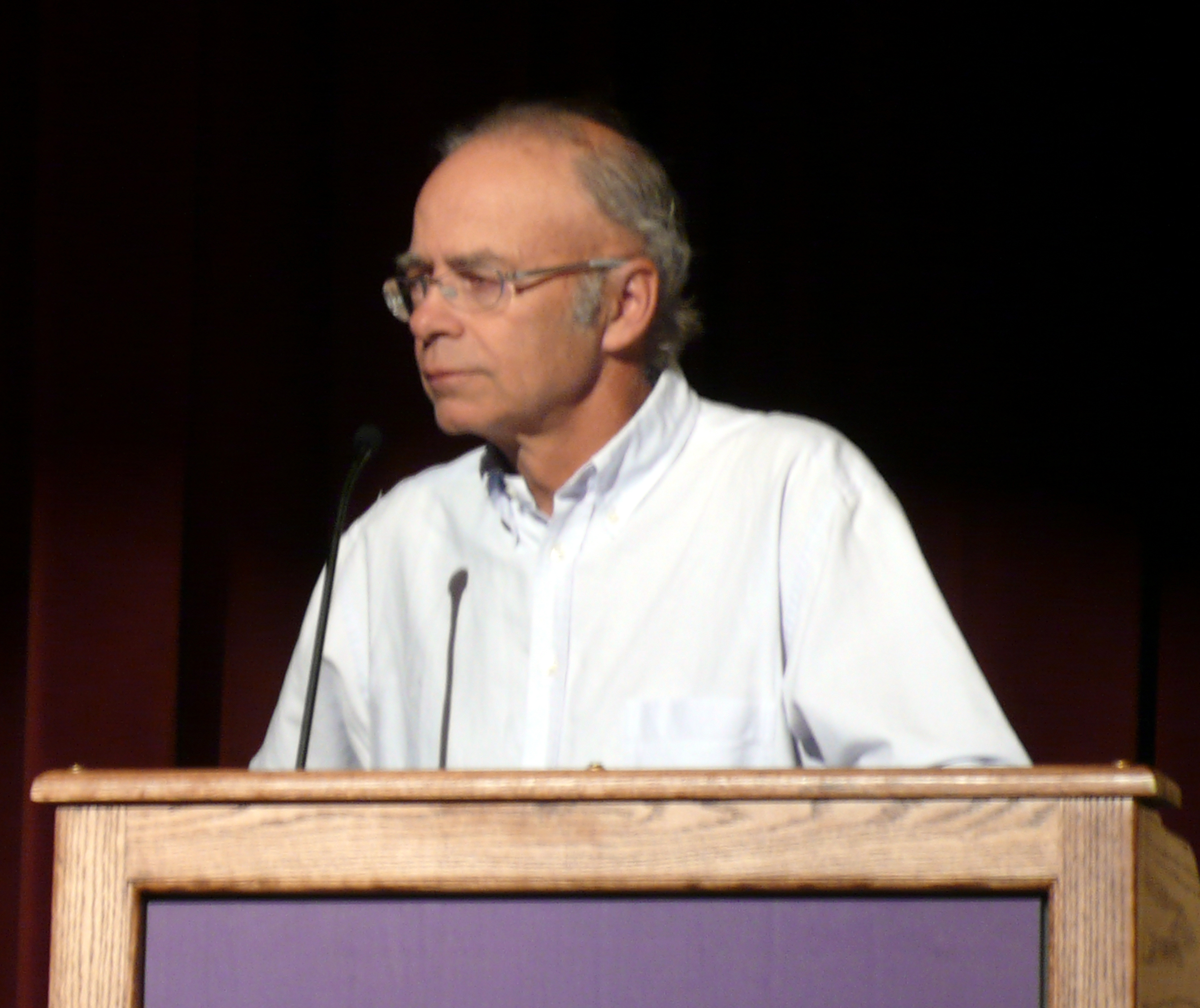
سنجر يحاضر في جامعة واشنطن، في سانت لويس.

حصل سنجر علي جائزة فيلوسوفي ناو لعام 2016 لمساهماته في الكفاح ضد الغباء وجهوده لإزعاج الرضا عن النفس الذي بسببه يتجاهل العديد منّا بشكل اعتيادي الاحتياجات المهمة للآخرين.

## المنشورات

### كتب مؤلفة بشكل فردي
- تحرير الحيوان: يتحدث عن أخلاقيات جديدة لطرق معاملتنا للحيوانات، نيويورك عام 1975.
- الديمقراطية والعصيان، مطبعة كلارندون، ومطبعة جامعة أكسفورد عام 1973.
- الأخلاقيات العملية، مطبعة جامعة كامبريدج عام 1980.
- ماركس، مطبعة جامعة أكسفورد عام 1980.
- دائرة التوسع: كتاب عن الأخلاق وعلم الاجتماع، نيويورك عام 1981.
- هيجل، مطبعة جامعة أكسفورد عام 1982.
- كيف يمكننا العيش؟: كتاب يتحدث عن الأخلاق في عصر المصلحة الذاتية، ملبورن عام 1993.
- إعادة التفكير في الحياة والموت: كتاب يتحدث عن انهيار أخلاقنا التقليدية، ملبورن عام 1994.
- تطبيق الأخلاق: حركات حقوق الحيوان، مطبعة جامعة ملبورن عام 1999.
- اليسار الدارويني، مطبعة جامعة ييل عام 2000.
- عالم واحد: أخلاقيات العولمة، مطبعة جامعة ييل عام 2002.
- دفع الوقت: جدي ومأساة فيينا اليهودية، مطبعة إيكو في نيويورك عام 2003.
- رئيس الخير والشر: أخلاقيات جورج دبليو بوش، نيويورك عام 2004.
- الحياة التي يمكنك إنقاذها: العمل الآن لإنهاء الفقر العالمي، نيويورك عام 2009.
- أكثر شيء جيد يمكنك القيام به: كيف يعمل الإيثار بفاعلية علي تغيير الأفكار عن العيش بطريقة أخلاقية، مطبعة جامعة ييل عام 2015.
- الأخلاق في العالم الحقيقي: 82 مقالة مختصرة عن أشياء مهمة، مطبعة جامعة برينستون عام 2016.

### الكتب المؤلفة بالاشتراك مع مؤلفين آخرين
- مصانع الحيوانات (شارك في التأليف جيمس ماسون)، نيويورك عام 1980.
- ثورة التكاثر: طرق جديدة لصنع الأطفال (شارك في تأليفه دين ويلز)، مطبعة جامعة أكسفورد عام 1984.
- تحرير الحيوان: دليل رسومي (شارك في تأليفه لوري غروين)، مطبعة كامدين في لندن عام 1987.
- هل يجب أن يعيش الطفل؟ مشكلة الرضّع المعاقين (شارك في تأليفه هيلغا كوس)، مطبعة جامعة أكسفورد عام 1985.
- القضايا الأخلاقية والقانونية في خيارات الوصاية للأشخاص المعاقين فكريًا (شارك في تأليفه تيري كارني)، عام 1986.
- ما مدى أخلاقية أستراليا؟ دراسة سجل أستراليا كموطن عالمي (أُلِّفَ مع توم جريج)، ملبورن عام 2004.
- أخلاقيات اختيار الطعام: لماذا تعد اختياراتنا الغذائية مهمة، نيويورك عام 2006، (شارك في تأليفه جيم ماسون).
- تناول الطعام (شارك في تأليفه جيم ماسون)، لندن عام 2006.
- أبحاث الخلايا الجذعية: القضايا الأخلاقية (شارك في تحريره لوري غروين، ولورا غرابيل، وبيتر سنجر). نيويورك عام 2007.
- مستقبل الزراعة الحيوانية (تم تأليفه مع ماريان ستام دوكينز، ورولان بوني)، نيويورك عام 2008.
- وجهة نظر الكون: سيدجويك والأخلاق المعاصرة (تم تأليفه مع كاتارزينا دي لازاري راديك)، مطبعة جامعة أكسفورد عام 2014.
- النفعية: مقدمة قصيرة جدًا (مع كاتارزينا دي لازاري راديك)، مطبعة جامعة أكسفورد عام 2017.

### مجلدات وأجزاء معدلة بشكل فردي أو مشترك
- فحص أطفال الأنابيب: دليل الأسئلة الأخلاقية، التقنيات الحالية والإمكانات المستقبلية (أُلِفّ بالاشتراك مع وليام والترز)، مطبعة جامعة أكسفورد عام 1982.
- حقوق الحيوان وواجبات الإنسان: مختارات (محرر مشارك مع توم ريجان)، نيوجيرسي عام 1976.
- في الدفاع عن الحيوانات (تحرير)، أكسفورد عام 1985.
- الأخلاقيات التطبيقية (تحرير)، مطبعة جامعة أكسفورد عام 1986.
- اختبار الأجنّة (محرر مشارك مع هيلغا كوس، وسايفن باكل، وكارين داوسن، وباسكال كاسيمبا) مطبعة جامعة كامبريدج عام 1990.
- دليل الأخلاق (تحرير)، أكسفورد عام 1991.
- أنقذ الحيوانات! (الطبعة الأسترالية، مؤلف مشارك مع باربرا دوفر، وإنغريد نيوكيرك) عام 1991.
- مشروع القرد العظيم: المساواة ما وراء الإنسانية (محرر مشارك مع باولا كافاليري)، لندن عام 1993.
- الأخلاق (تحرير)، مطبعة جامعة أكسفورد عام 1994.
- الأفراد والبشر والأشخاص: أسئلة الحياة والموت (شارك في تأليفه مع هيلغا كوس)، ألمانيا عام 1994.
- الخضر (شارك في تأليفه مع بوب براون)، ملبورن عام 1996.

- تخصيص موارد الرعاية الصحية: تقييم أخلاقي لنهج (QALY) (شارك في تأليفه مع جون ماكي، وجيف ريتشاردسون، وهيلغا كوس) عام 1998.
- دليل لأخلاقيات علم الأحياء (محرر مشارك مع هولغا كوس)، أكسفورد عام 1998.
- أخلاقيات علم الأحياء. مقتطفات (محرر مشارك مع هيلغا كوس)، عام 1999.
- أخلاق القصة: مختارات من الأخلاق من خلال الأدب (شارك في تحريره مع زوجته ريناتا سنجر)، أكسفورد عام 2005.
- في الدفاع عن الحيوانات. الدفعة الثانية (تحرير)، أكسفورد عام 2005.
- قارئ أخلاقيات البيولوجيا: اختيار المحررين (شارك في التحرير مع روث تشادويك، هيلغا كوس، ويليم لاندمان، وأودو شوكلينك)، نيويورك عام 2007.
- وجهات نظر فلسفية حول الأدب (محرر مشارك مع آيه. لياست)، مطبعة جامعة كولومبيا عام 2010.

### مجلدات التعليقات علي أعمال سنجر
- جاميسون، ديل (محرر)، سنجر ونقاده، عام 1999.
- سكالر، جيفري آيه. (محرر)، بيتر سنجر تحت النار، شيكاغو عام 2009.
- دافيدو، بن (محرر)، «بيتر سنجر»، عام 2003.

## روابط خارجية
- بيتر سنجر على موقع IMDb (الإنجليزية)
- بيتر سنجر على موقع الموسوعة البريطانية (الإنجليزية)
- بيتر سنجر على موقع مونزينجر (الألمانية)
- بيتر سنجر على موقع ميوزك برينز (الإنجليزية)
- بيتر سنجر على موقع إن إن دي بي (الإنجليزية)
- بيتر سنجر على موقع قاعدة بيانات الفيلم (الإنجليزية)